# داني هارمر
داني هارمر (بالإنجليزية: Dani Harmer)‏ هي مغنية ومقدمة تلفزيونية وممثلة بريطانية، ولدت في 8 فبراير 1989 في باركشير في المملكة المتحدة.

## وصلات خارجية
- داني هارمر على موقع IMDb (الإنجليزية)
- داني هارمر على موقع ميوزك برينز (الإنجليزية)
- داني هارمر على موقع قاعدة بيانات الفيلم (الإنجليزية)